# Eccellenza Basilicata 1992-1993
Il campionato italiano di calcio di Eccellenza regionale 1992-1993 è stato il secondo organizzato in Italia. Rappresenta il sesto livello del calcio italiano. Questo è il campionato regionale della regione Basilicata.

## Stagione

### Novità
Dal campionato di Eccellenza Basilicata 1991-1992 era stato promosso nel Campionato Nazionale Dilettanti il Vultur Rionero, mentre il Policoro, la Pro Loco Spinoso e la Santarcangiolese erano stati retrocessi nel campionato di Promozione Basilicata. Dal campionato di Promozione Basilicata 1991-1992 erano stati promossi in Eccellenza la Fiordelisi Calvello, lo Sporting Villa d'Agri e il Montescaglioso. Dal Campionato Interregionale 1991-1992 era stato retrocesso il Moliterno. La "Fiordelisi Calvello" ha cambiato denominazione in "Fiocal" con sede a Calvello. La "A.C. Vallenoce Lauria" ha cambiato denominazione in "A.C. Lauria" con sede a Lauria.

### Formula
Le 16 squadre partecipanti disputano un girone all'italiana con partite di andata e ritorno per un totale di 30 giornate. La prima classificata viene promossa nel Campionato Nazionale Dilettanti. Le ultime tre classificate vengono retrocesse direttamente nel campionato di Promozione.

## Squadre partecipanti
| Squadra                     | Città (provincia)           | Stagione 1991-1992                  |
| --------------------------- | --------------------------- | ----------------------------------- |
| U.S. Bellese                | Bella (PZ)                  | 12º in Eccellenza Basilicata        |
| U.S. Castelluccio           | Castelluccio Inferiore (PZ) | 7º in Eccellenza Basilicata         |
| Fiocal                      | Calvello (PZ)               | 1º in Promozione Basilicata         |
| A.S. Genzano                | Genzano di Lucania (PZ)     | 11º in Eccellenza Basilicata        |
| A.C. Lauria                 | Lauria (PZ)                 | 9º in Eccellenza Basilicata         |
| F.C. Maratea                | Maratea (PZ)                | 6º in Eccellenza Basilicata         |
| A.S. Melfi                  | Melfi (PZ)                  | 3º in Eccellenza Basilicata         |
| Pol. Moliterno              | Moliterno (PZ)              | 16º nel Campionato Interregionale/L |
| Pol. Montescaglioso         | Montescaglioso (MT)         | 3º in Promozione Basilicata         |
| A.S. Murese                 | Muro Lucano (PZ)            | 2º in Eccellenza Basilicata         |
| Pol. P. Pescopagano Invicta | Potenza                     | 4º in Eccellenza Basilicata         |
| S.C. Pietragalla            | Pietragalla (PZ)            | 13º in Eccellenza Basilicata        |
| Pol. Pignola                | Pignola (PZ)                | 8º in Eccellenza Basilicata         |
| N.A.C. Rotonda              | Rotonda (PZ)                | 5º in Eccellenza Basilicata         |
| Sporting Villa d'Agri       | Marsicovetere (PZ)          | 2º in Promozione Basilicata         |
| Pol. Tricarico              | Tricarico (MT)              | 10º in Eccellenza Basilicata        |

## Classifica finale
|  | Pos. | Squadra               | Pt | G  | V  | N  | P  | GF | GS  | DR  |
|  | ---- | --------------------- | -- | -- | -- | -- | -- | -- | --- | --- |
|  | 1.   | Melfi                 | 45 | 30 | 19 | 7  | 4  | 63 | 13  | +50 |
|  | 2.   | Rotonda               | 42 | 30 | 16 | 10 | 4  | 58 | 25  | +33 |
|  | 3.   | Sporting Villa d'Agri | 38 | 30 | 15 | 8  | 7  | 53 | 23  | +30 |
|  | 4.   | Fiocal                | 36 | 30 | 13 | 10 | 7  | 55 | 28  | +27 |
|  | 5.   | Pescopagano Invicta   | 38 | 30 | 15 | 8  | 7  | 48 | 30  | +18 |
|  | 6.   | Castelluccio          | 35 | 30 | 13 | 9  | 8  | 30 | 20  | +10 |
|  | 7.   | Moliterno             | 34 | 30 | 13 | 8  | 9  | 49 | 30  | +18 |
|  | 8.   | Genzano               | 33 | 30 | 10 | 13 | 7  | 23 | 22  | +1  |
|  | 9.   | Tricarico             | 31 | 30 | 7  | 17 | 6  | 39 | 29  | +10 |
|  | 10.  | Murese                | 29 | 30 | 8  | 13 | 9  | 53 | 54  | -1  |
|  | 11.  | Maratea               | 29 | 30 | 9  | 11 | 10 | 25 | 30  | -5  |
|  | 12.  | Pignola               | 27 | 30 | 10 | 7  | 13 | 38 | 40  | -2  |
|  | 13.  | Lauria                | 26 | 30 | 8  | 10 | 12 | 42 | 43  | -1  |
|  | 14.  | Bellese               | 19 | 30 | 3  | 13 | 14 | 24 | 40  | -16 |
|  | 15.  | Pietragalla           | 9  | 30 | 1  | 7  | 22 | 22 | 111 | -89 |
|  | 16.  | Montescaglioso        | 9  | 30 | 2  | 5  | 23 | 20 | 104 | -84 |

Legenda:
      Promossa nel Campionato Nazionale Dilettanti 1993-1994
      Retrocessa in Promozione 1993-1994
Note:
Due punti a vittoria, uno a pareggio, zero a sconfitta.